# Orval sur Sienne
Orval sur Sienne is een gemeente in het Franse departement Manche (regio Normandië). De plaats maakt deel uit van het arrondissement Coutances. Orval sur Sienne is op 1 januari 2016 ontstaan door de fusie van de gemeenten Montchaton en Orval. De gemeente telde 1.222 inwoners op 1 januari 2022.

## Geografie
De oppervlakte van Orval sur Sienne bedroeg op 1 januari 2022 19,04 vierkante kilometer; de bevolkingsdichtheid was toen 64,2 inwoners per km².

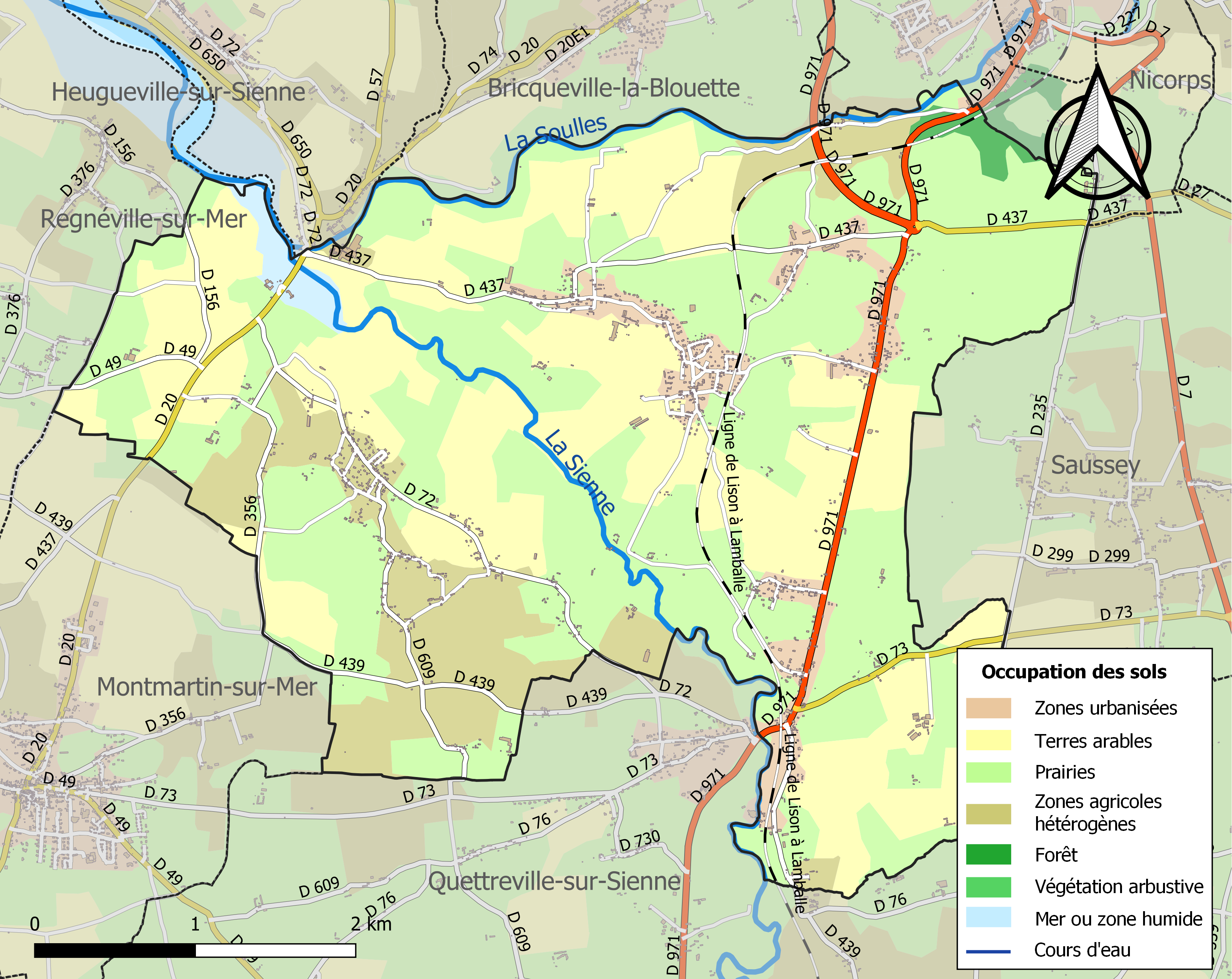
Kaart van de gemeente met de belangrijkste infrastructuur, bodemgebruik en omliggende gemeenten